# Sally Kristen Ride
Sally Kristen Ride, ameriška fizičarka in astronavtka, * 26. maj 1951, Encino, Los Angeles, Kalifornija, ZDA, † 23. julij 2012, La Jolla, Kalifornija.
Rideova je prva ameriška ženska, ki je 18. junija 1983 poletela v vesoljski prostor. Pred njo sta poleteli le Tereškova (1963) in Savicka (1982), obe iz nekdanje Sovjetske zveze.
Hodila je na dekliško gimnazijo Westlake v Los Angelesu (danes Šola Harvard-Westlake). Najprej je študirala na Koledžu Swarthmore, vendar je diplomirala iz angleščine in fizike na Univerzi Stanford v Palo Altu. Tu je raziskovala na področju astrofizike, splošne teorije relativnosti in fizike laserjev s prostimi elektroni. Na tej ustanovi je tudi magistrirala in doktorirala iz fizike. Kasneje je kot prva ameriška astronavtka postala članica posadke raketoplana Challenger STS-7. Skupaj je v vesoljskem prostoru preživela 343 ur.
Leta 1987 je zapustila Naso in se zaposlila v Središču za mednarodni varnostni nadzor orožja na Univerzi Stanford. Kasneje je postala profesorica fizike na Kalifornijski univerzi v San Diegu.
Rideova je edina oseba, ki je sodelovala pri preiskovanju nesreč dveh raketoplanov Challengerja in Columbie (STS-107).
Pogosto se je pojavljala na televiziji v raznih predstavah ali reklamah. Napisala je več otroških knjig o raziskovanju Vesolja.

## Priznanja

### Poimenovanja
Po njej se imenuje asteroid 4763 Ride, odkrit 22. januarja 1983.